# La Rhune
Der La Rhune (baskisch Larhun; spanisch Larrún) ist der westlichste markante Berggipfel der südfranzösischen Pyrenäen. Er hat eine Höhe von 900 Metern und gehört zum Département Pyrénées-Atlantiques in der Region Nouvelle-Aquitaine und im Baskenland.

## Geographie
Der La Rhune hat eine Prominenz von 670 Metern. Die nächstgelegenen größeren Städte sind die Grenzstädte Hendaye und Irun, etwa zwölf Kilometer westlich des Berges. Westlicher liegt nur noch der 545 Meter hohe Monte Jaizquíbel im spanischen Baskenland.

## Geschichte

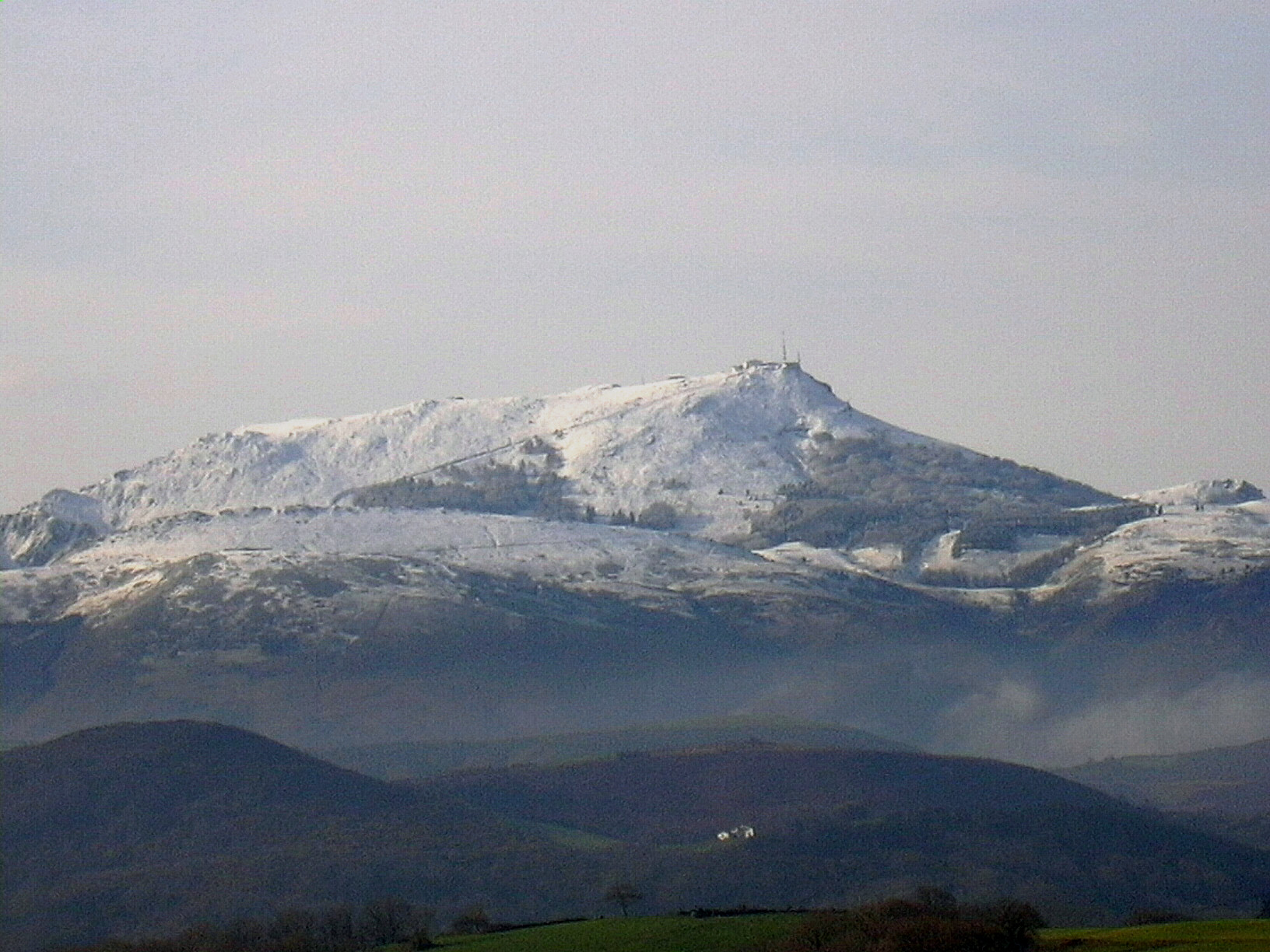
Der Berg im Februar, Ansicht von Nordwesten

Unter Ludwig XIV. wurden um und auf dem Berg Redouten angelegt, von denen noch Reste vorhanden sind. Unterhalb des Berges fand am 7. Oktober 1813 die Schlacht am Bidassoa statt. Im Spanischen Unabhängigkeitskrieg standen sich etwa 150.000 Mann unter Arthur Wellesley und Nicolas Jean-de-Dieu Soult gegenüber. Etwa 3250 Tote und Verwundete waren zu beklagen. Eine weitere Schlacht des Krieges wurde im folgenden November am nahen Nivelle geschlagen.
Im Jahr 1924 wurde die Zahnradbahn Chemin de Fer de la Rhune auf dem Berg fertiggestellt.

## Verkehr und Tourismus
Vom Pass Col de Saint Ignace (170 m) führt die Chemin de Fer de la Rhune (auch Petit train de la Rhune) auf den Berg. Am Pass wird die Bahnstrecke von Saint-Jean-de-Luz nach Sare erreicht.
Der Berg ist durch Wanderwege erschlossen und bietet einen weiten Blick über die Biskaya, das Baskenland und die Landes de Gascogne.

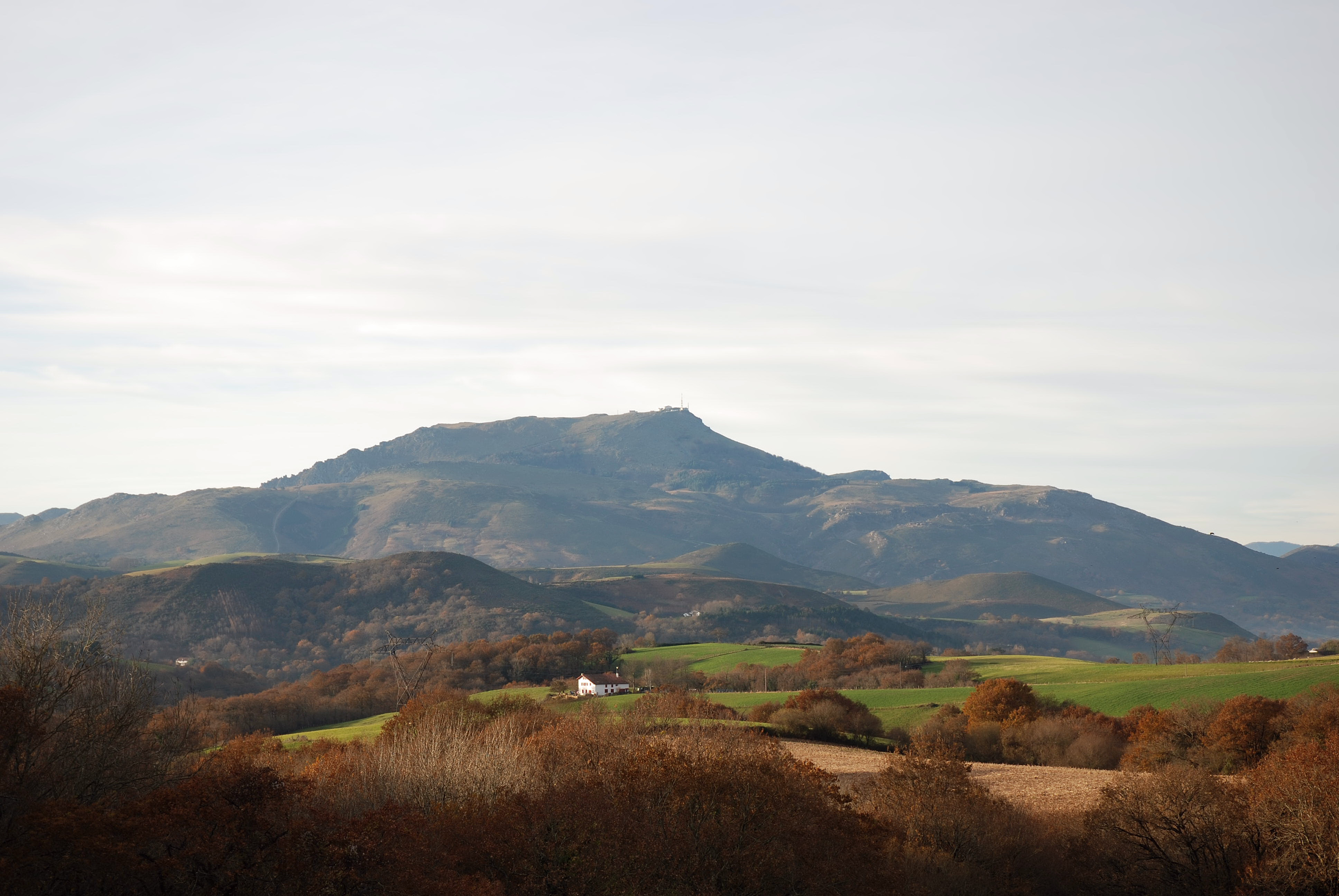
Gesamtansicht des Massivs
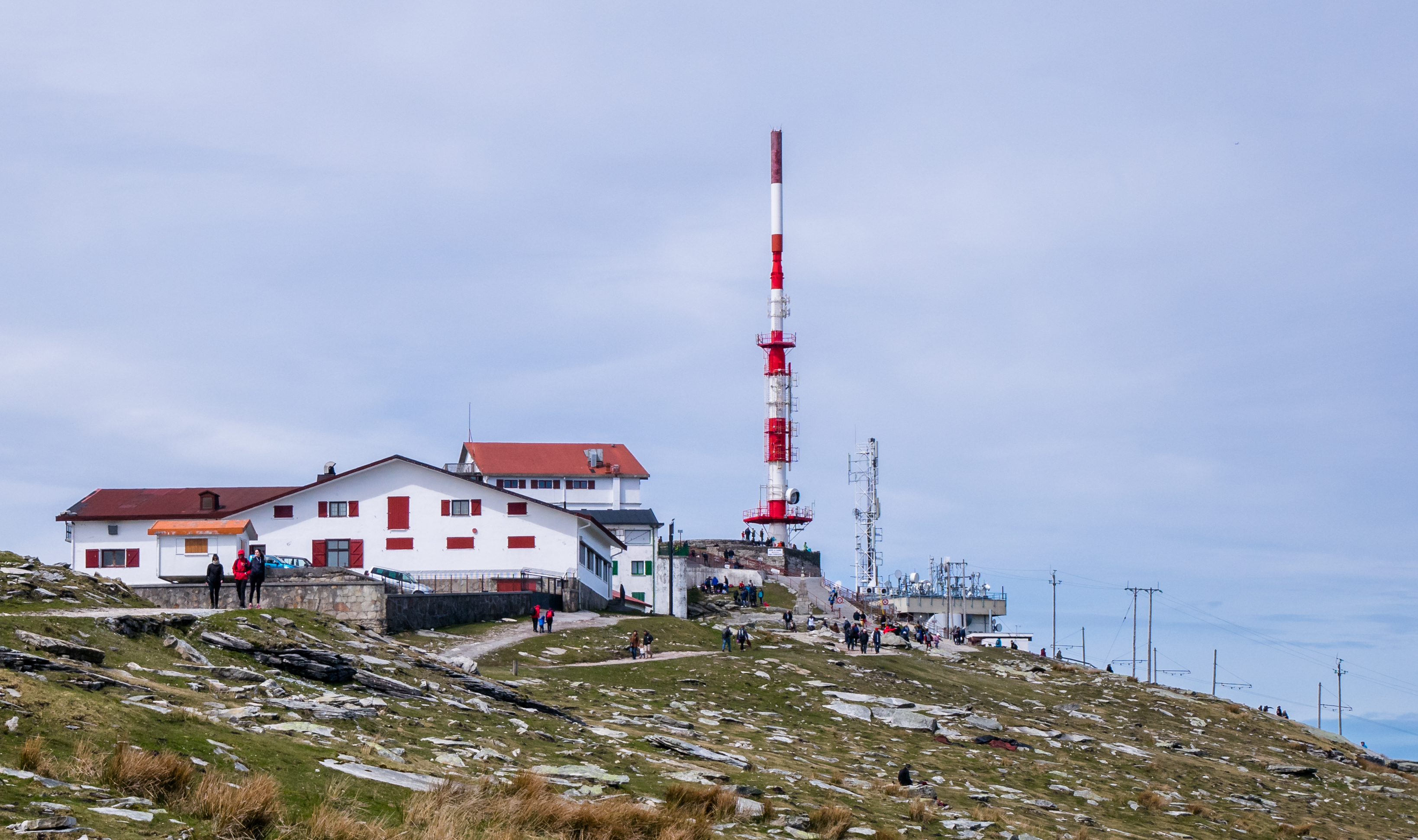
Bebauung des Gipfels
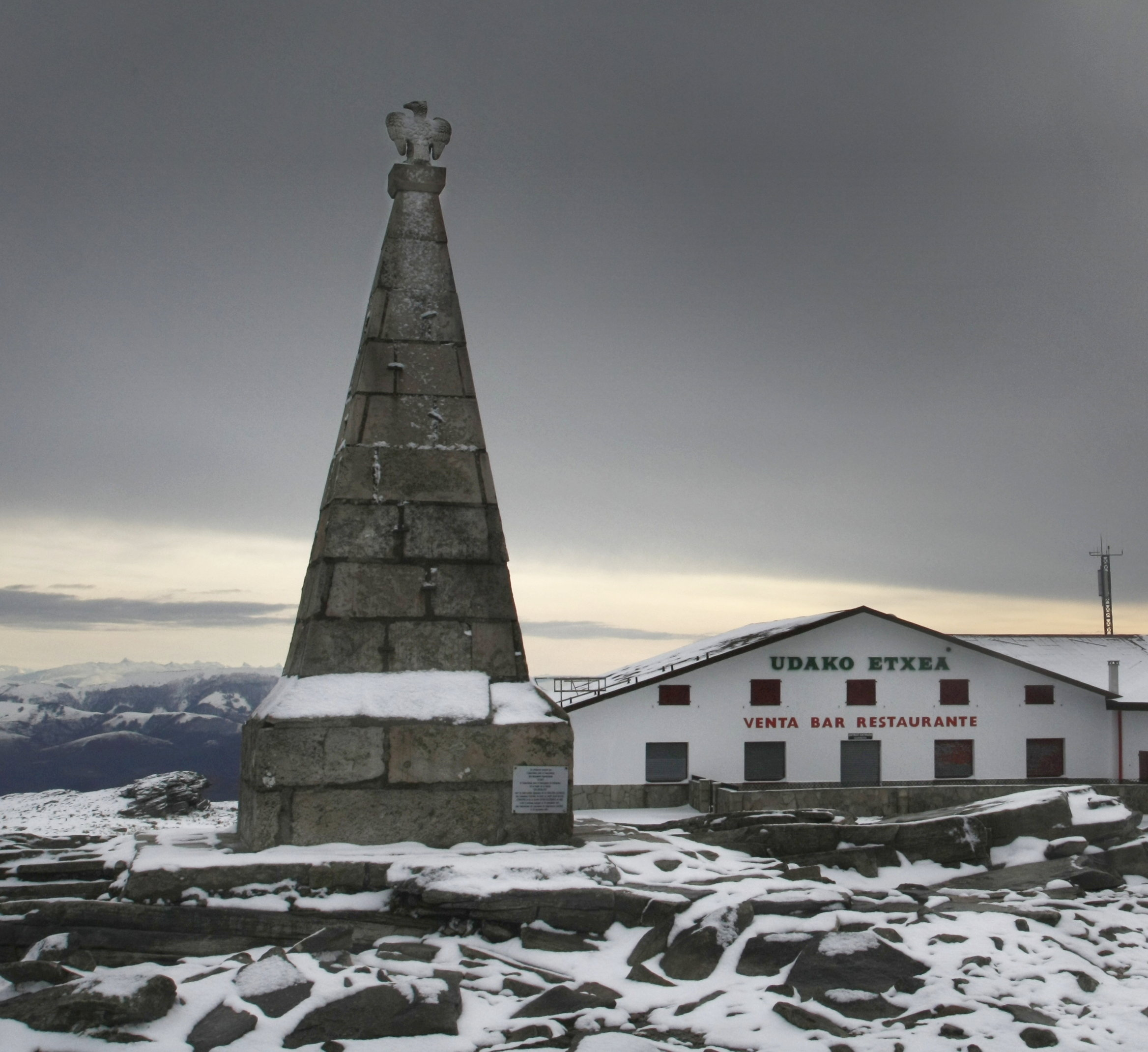
Obelisk für Kaiserin Eugénie
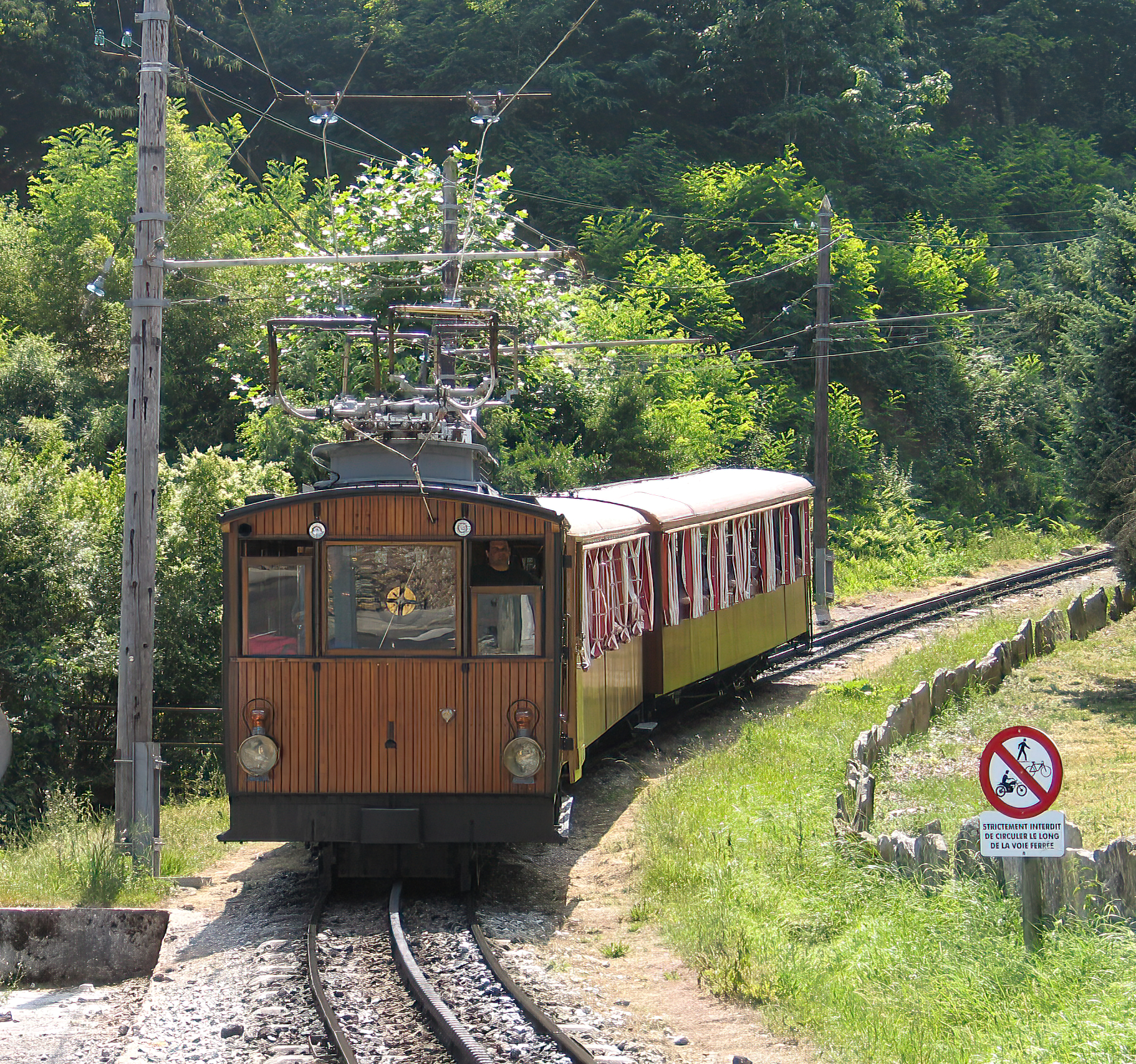
Zug der Chemin de Fer de la Rhune

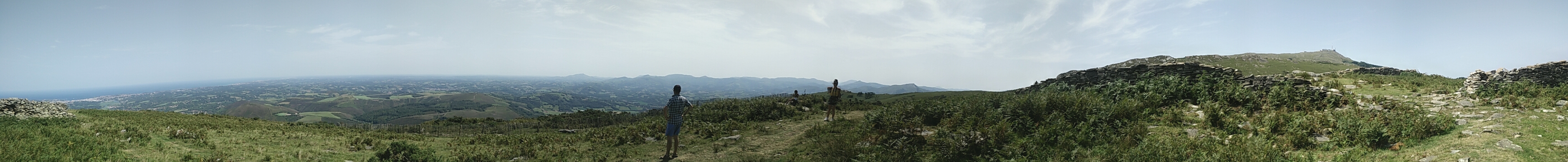
Panorama nach Norden, unterhalb des Gipfels